# Eucalyptus foecunda
Eucalyptus foecunda är en myrtenväxtart som beskrevs av Johannes Conrad Schauer. Eucalyptus foecunda ingår i släktet Eucalyptus och familjen myrtenväxter. Inga underarter finns listade i Catalogue of Life.